# Saint-Maur (Indre)
Saint-Maur település Franciaországban, Indre megyében. Lakosainak száma 3680 fő (2016. január 1.). Saint-Maur Châteauroux, Déols, Luant, Niherne, Le Poinçonnet, Velles és Villers-les-Ormes községekkel határos.

## Népesség
A település népessége az elmúlt években az alábbi módon változott:

| 2013 | 3 112 |
| 2016 | 3 680 |